# Иван Мотикаров
Иван Георгиев Мотикаров с псевдоним Р. Кракра е български офицер и революционер, деец на Вътрешната македонска революционна организация.

## Биография
Иван Мотикаров е роден през 1889 година в Радомирското село Върба, където притежава чифлик, като вероятно е по произход от Неврокопско. Той е запасен капитан от българската армия.
Присъединява се към ВМРО след 1918 година и след убийството на Тодор Александров става приближен на Иван Михайлов. В чифлика му са убити протогеровистите Митре Петров и Георги Чангуров, арестувани и предадени на ВМРО от българската полиция. Заедно с Кирил Дрангов и Боян Мирчев участва в революционен съд, издал шест смъртни присъди. По това време е близък с левичаря Тодор Ангелов. Преди посещението на сръбския крал Александър Караджорджевич в България през 1934 година Никола Гешев и Иван Михайлов си устройват среща в чифлика на Иван Мотикаров. Към 1933 година Иван Мотикаров е околийски пълномощник в Горна Джумая, наказва Никола Джонгозов с бой на 2 декември 1933 година, който по-късно умира от раните си.
На 16 юни 1944 година Иван Мотикаров заминава за Костурско, Егейска Македония, където е определен да оглави Костурската дружина (1-ва доброволческа дружина) на Охрана. Негов помощник е подпоручик Христо Лагадинов. Преди края на войната емигрира в Америка.
- Георги Чангуров
- Митре Петров